# Joeferson Marinho de Oliveira
Joeferson Marinho de Oliveira est un athlète paralympique brésilien qui concours en compétition para-athlétisme aux épreuves de sprint de 100 m hommes de la catégorie handicap T12. Il remporte la médaille de bronze lors de la finale du 100 m T12 aux Jeux paralympiques d'été de 2024 de Paris en terminant à la troisième place.

## Biographie
Né en janvier 1999 à João Pessoa, Joeferson Marinho de Oliveira pratique l'athlétisme depuis l'âge de neuf ans et commence les compétitions nationales en 2013. En 2016, il participe aussi aux compétitions handisports de natation au niveau national dans la catégorie d'âge junior.

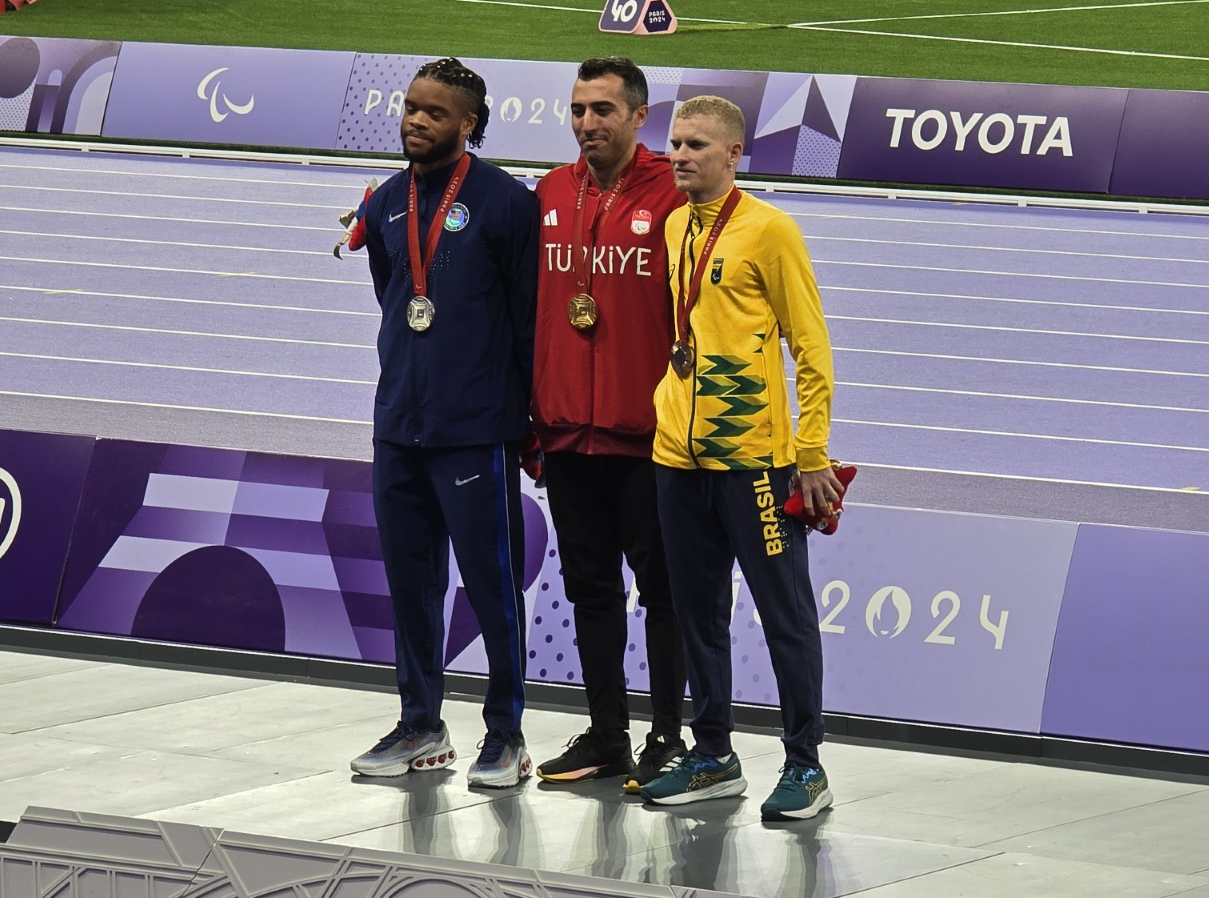
Podium du 100 m T12 à Paris 2024 avec Noah Malone (à gauche), Serkan Yildirim et Joeferson Marinho de Oliveira

Il remporte une médaille d'argent dans l'épreuve du 100 m T12 aux championnats du monde d'athlétisme handisport 2019 à Dubaï. Aux Jeux paralympiques d'été de 2020 de Tokyo, il se qualifie pour la finale du 100 m T12 mais termine à la quatrième place.
Aux Jeux paralympiques d'été de 2020 de Tokyo, il termine à la quatrième place en finale du 100 m T12.
Sélectionné pour participer aux Jeux paralympiques d'été de 2024 à Paris, en France, il se qualifie le 30 août 2024 en 100 m catégorie T12 puis termine troisième en 10 s 84 lors de la finale le lendemain derrière le turc Serkan Yildirim vainqueur en 10 s 70 et l'américain Noah Malone, second en 10 s 71,,,.